# Brouilly

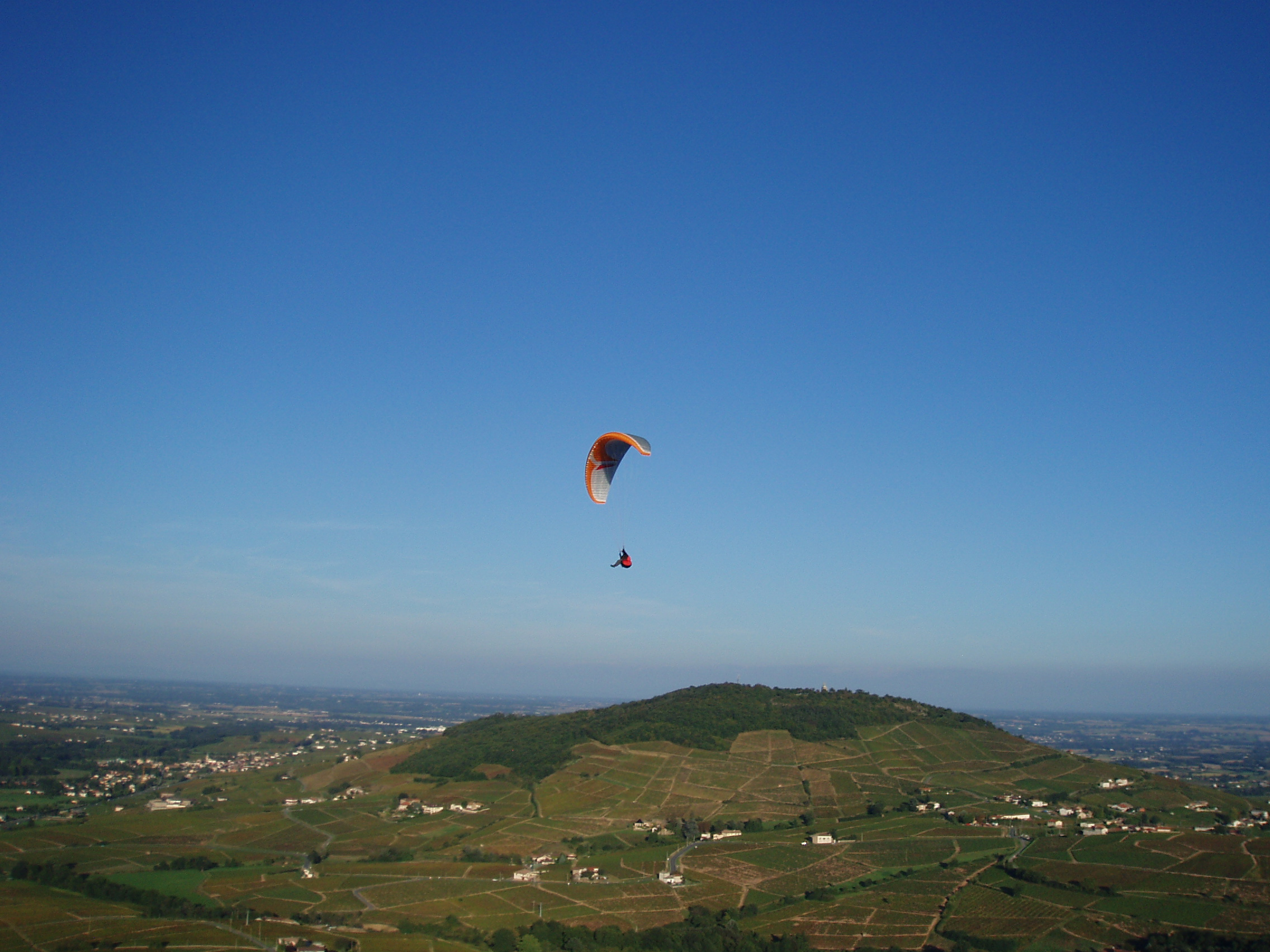
Blick auf den namensgebenden Mont Brouilly

Das französische Weinbaugebiet Brouilly ist eines der zehn Cru des Beaujolais. Das Gebiet erhielt am 19. Oktober 1936 den Status einer Appellation d’Origine Contrôlée (kurz AOC). Die 1315 Hektar Rebfläche liegen auf den Gemeinde-Gebieten von Odenas, Saint-Lager, Cercié, Quincié-en-Beaujolais, Saint-Étienne-la-Varenne und Charentay im Département Rhône. Brouilly ist damit die flächenmäßig größte Appellation der Beaujolais-Cru.
Hier entstehen Rotweine aus der Rebsorte Gamay, die langlebiger als die meisten der Beaujolais-Weine sind. Die Weine werden mit der traditionellen Kohlensäure-Maischung bereitet. Diese Methode der Weinherstellung ist langwierig und eignet sich nicht zur Herstellung von Beaujolais Nouveau, ergibt aber deutlich bessere Weine.
Nach einer Lagerung von 3 bis 4 Jahren ist der Wein trinkreif, kann aber unter optimalen Bedingungen auch 10 Jahre gelagert werden.
Die Rebflächen liegen am Fuße des 484 Meter hohen Mont Brouilly und umschließen diesen vollständig. An jedem Samstag des letzten August-Wochenendes pilgern die Anwohner des Anbaugebietes zu einer Kapelle auf dem Gipfel des Hügels und opfern Brot, Wein und Salz.
Die Bodenstruktur der Zone reicht von Granit auf der Westseite über Schiefer im Zentrum bis zu Terrassen mit Schwemmsand im Osten. Das Anbaugebiet umschließt das Gebiet Côte de Brouilly. Für eine Flasche Brouilly muss man in der Regel 5 bis 8 € ausgeben (Stand 2006).
Die anderen Beaujolais-Cru-Weine sind Chénas, Chiroubles, Côte de Brouilly, Fleurie, Juliénas, Moulin à Vent, Morgon, Régnié und Saint-Amour.